# نشان‌های افتخار در ایران
این مقاله فهرستی از نشان های افتخار در ایران است.
نشان‌های پادشاهی و دولتی دوره قاجار، پهلوی و جمهوری اسلامی دارای درجه‌بندی‌هایی ویژه است.

## نشان‌های سلطنتی قاجاری

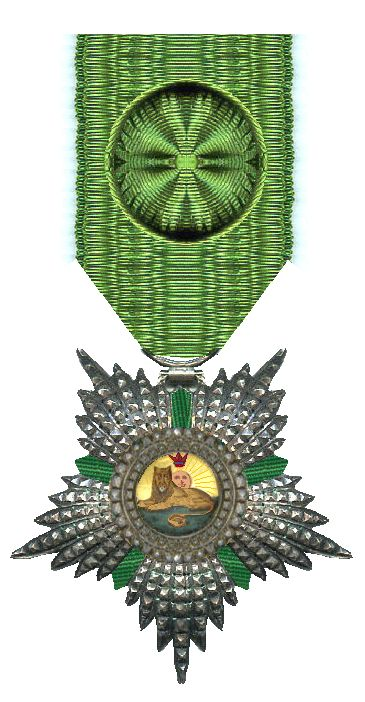
نشان شیر و خورشید

این نشان‌ها را در روزگار قاجار می‌توان در کل به دو دسته بخش کرد: ۱-نشان‌های شمشیربندان ۲-نشان‌های سرشناسان.
نشان‌های شمشیربندان دارای هشت مرتبه به ترتیب زیر بودند: ۱- نشان نویان اعظم ۲-نشان امیرتومانی ۳-نشان سرتیپی ۴-نشان سرهنگی ۵-نشان یاوری ۶-نشان سلطانی ۷-نشان نایبی ۸-نشان وکیل نشان‌های نامبرده به شکل حمایلی با نوارهای رنگین بود که در پایین آن مدالی با نگارهٔ شیر و خورشید آویران می‌شد. درجه اهمیت نشان از روی رنگشان بازشناخته می‌شد. 
- نشان تمثال امیرالمؤمنین
- نشان اقدس (نشان درجه یک شیر و خورشید تا سال ۱۳۱۱ قمری)[۱]
- نشان قدس (نشان درجه دو شیر و خورشید تا سال ۱۳۱۱ قمری)
- نشان مقدس (نشان درجه سه شیر و خورشید تا سال ۱۳۱۱ قمری)
- نشان تمثال همایون
- نشان تاج
- نشان شیر و خورشید ایران (در ۵ رتبه از سال ۱۳۱۱ قمری)[۲]
- نشان آفتاب (برای بانوان)
- نشان ذوالفقار (نشان نظامی)
- نشان جلادت (نشان نظامی در ۳ رتبه)
- نشان سپه
- نشان علمی[۳]

## نشان‌های شاهنشاهی پهلوی

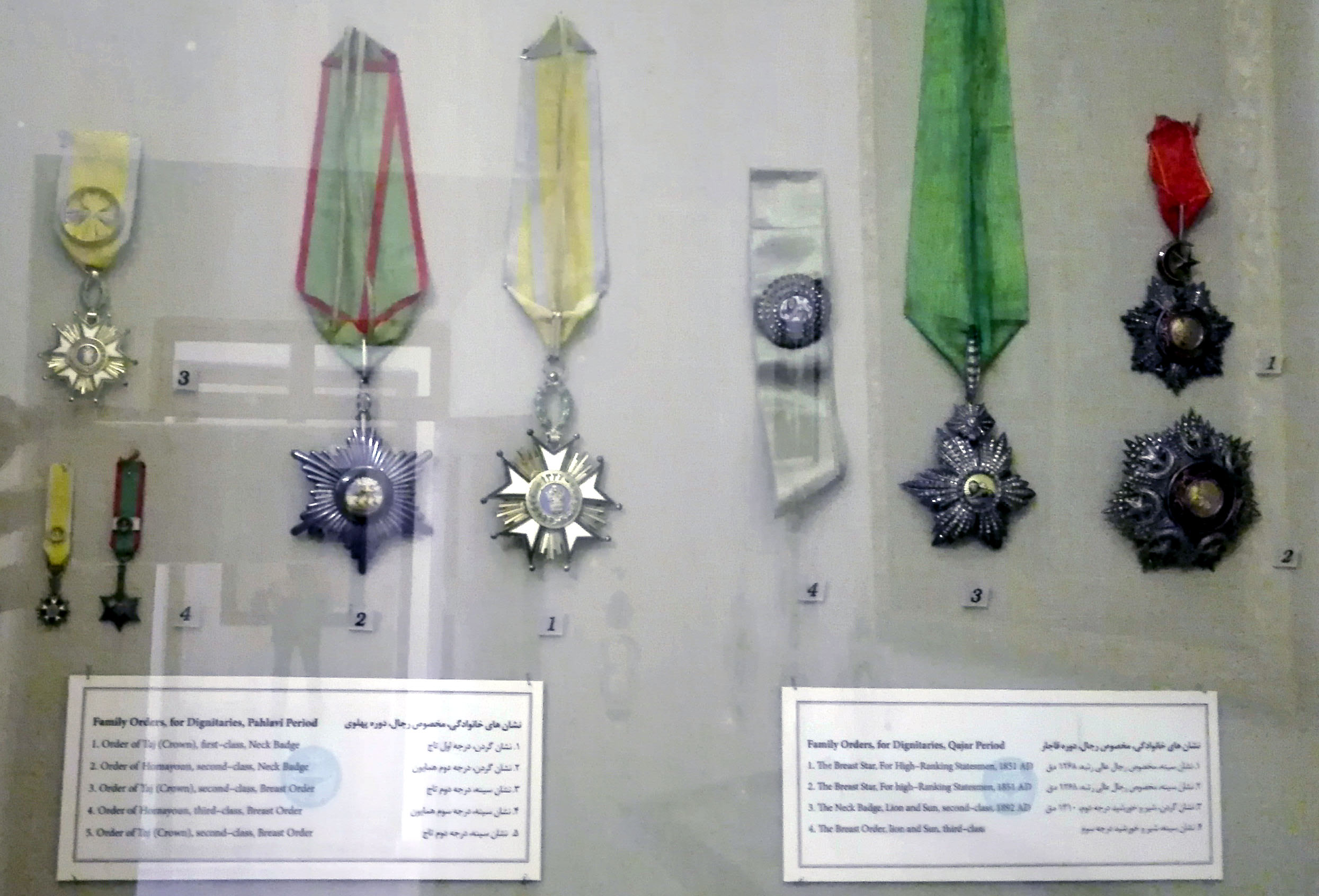
برخی نشان‌های پهلوی و قاجار، محل نمایش موزه مقدم

- نشان پهلوی
- نشان ذوالفقار
- نشان آریامهر
- نشان تاج
- نشان هفت‌پیکر
- نشان همایون
- نشان سوم اسفند
- نشان شیر و خورشید سرخ ایران
- نشان سپه
- نشان پاس
- نشان ابن‌سینا
- نشان لیاقت
- نشان افتخار
- نشان خدمت نظامی
- نشان درخش
- نشان دانش
- نشان هنر
- نشان جاوید

## نشان‌های جمهوری اسلامی
نشانهای دولتی جمهوری اسلامی ایران نشانهای دولتی (کشوری) هستند که طبق مقررات آیین‌نامه اعطای نشانهای دولتی به افراد شایسته، اعم از اتباع ایران یا اتباع خارجی، اعطا می‌شود. نشان «انقلاب اسلامی» به عنوان عالیترین نشان جمهوری اسلامی ایران مخصوص رئیس‌جمهور وقت است. سایر نشانها را رئیس‌جمهور به پیشنهاد وزرای ذی‌ربط و تصویب هیئت وزیران، اعطا می‌نماید.
این نشان‌ها به ترتیب تقدم عبارتند از:
الف - نشانهای عالی که به ترتیب ارجحیت به شرح زیر می‌باشند
1. انقلاب اسلامی
2. استقلال
3. آزادی
4. جمهوری اسلامی

ب - نشانهای تخصصی که عبارتند از
1. دانش
2. پژوهش
3. لیاقت و مدیریت
4. عدالت

ج - نشانهای عمومی، که عبارتند از
1. سازندگی
2. خدمت
3. کار و تولید
4. شجاعت
5. ایثار
6. تعلیم و تربیت
7. فرهنگ و هنر
8. مهر
9. ادب پارسی[۶]

### لوح‌های تقدیر
1. سپاس و یادمان